# Painel
Painel là một đô thị thuộc bang Santa Catarina, Brasil. Đô thị này có diện tích 742 km², dân số năm 2007 là 2486 người, mật độ 3,3 người/km².